# Mr. Mister
Mr. Mister foi um grupo americano de pop rock fundado  em 1982, em Phoenix, Arizona, mantendo a maioria do seu trabalho discográfico em Los Angeles, Califórnia. Era constituído por Richard Page (voz e baixo), Steve George (teclados), Steve Farris (guitarra) e Pat Mastelotto (bateria).
A banda se tornou mundialmente conhecida por emplacar os hits "Broken Wings" e "Kyrie" extraídos do álbum Welcome to the Real World.

## História
Richard Page e Steve George eram músicos de sessão já renomados de Los Angeles que haviam trabalhado para diversos artistas como Kenny Loggins, Donna Summer, Al Jarreau, The Pointer Sisters, Laura Branigan, Village People e Michael Jackson e haviam formado a banda Pages no final dos anos 70 com a qual conseguiram emplacar a música I Do Believe In You no TOP 80.
Em 1982 ao lado do guitarrista Steve Farris e do baterista Pat Mastelotto e com a contribuição do letrista John Lang, primo de Page, formam o Mr. Mister e em 1984 lançam o seu primeiro álbum I Wear the Face pela gravadora RCA Records. Este não faz sucesso sendo que sua principal música "Hunters of the Night" só conseguiu atingir o Top 50. Apesar desse decepcionante começo é oferecido a Richard Page o lugar deixado por Bobby Kimball como vocalista dos Toto e o de Peter Cetera no Chicago, mas ele recusa as duas ofertas.
Em 1985 é liberado Welcome to the Real World, o maior marco da carreira da banda responsável por lançar três músicas que chegaram ao Top 10 entre as quais "Broken Wings" e "Kyrie" que atingiram o número 1 nos Estados Unidos. Tamanho sucesso lhes renderam grande popularidade nos anos 80 sendo consolidada com diversas aparições em concertos beneficentes, alta rotatividade de seus clipes na MTV, e uma bem sucedida turnê de divulgação do álbum.
O terceiro álbum Go On... é liberado em 1987 onde apesar de se apresentarem como uma banda mais madura não obtém o mesmo sucesso comercial do álbum anterior. A falta de sucesso de Go On... fez com que Steve Farris saísse do grupo antes de começar as gravações de seu quarto álbum Pull que devido a falta de apoio da gravadora RCA acaba não sendo liberado uma vez que a banda se desfaz em 1990. Em 23 de novembro de 2010, Pull é remasterizado foi finalmente lançado pela banda - em colaboração com a Sony Music - pelo selo independente de Richard Page , Little Dume Recordings. Este álbum também está disponível no Sony no iTunes e outros canais de distribuição digitais.

## Membros
- Richard Page - vocais e baixo
- Steve George - teclados e programação
- Pat Mastelotto - bateria
- Steve Farris - guitarras

## Discografia

### Álbuns de estúdio
- 1984 - I Wear the Face
- 1985 - Welcome to the Real World
- 1987 - Go On...
- 2010 - Pull

### Compilações
- 1999 - Broken Wings: The Encore Collection
- 2001 - The Best of Mr. Mister

### Singles
| 1984                                                | "Hunters of the Night" | 57 | —  | —  | — | —  | —  | — | —  |             | I Wear the Face           |
| 1985                                                | "Broken Wings"         | 1  | 1  | 17 | 4 | 13 | 14 | 4 | 4  | - CAN: Ouro | Welcome to the Real World |
| 1985                                                | "Kyrie"                | 1  | 1  | 5  | 1 | 30 | 6  | 3 | 11 | - CAN: Ouro | Welcome to the Real World |
| 1986                                                | "Is It Love"           | 8  | 20 | —  | — | —  | —  | — | 87 |             | Welcome to the Real World |
| 1986                                                | "Black/White"          | —  | 93 | —  | — | —  | —  | — | —  |             | Welcome to the Real World |
| 1987                                                | "Something Real"       | 29 | 38 | —  | — | —  | —  | — | —  |             | Go On...                  |
| 1987                                                | "Healing Waters"       | —  | —  | —  | — | —  | —  | — | —  |             | Go On...                  |
| 1988                                                | "The Border"           | —  | —  | —  | — | —  | —  | — | —  |             | Go On...                  |
| 1988                                                | "Stand and Deliver"    | —  | —  | —  | — | —  | —  | — | —  |             | Go On...                  |
| "—" denota lançamentos que não entraram nas paradas |                        |    |    |    |   |    |    |   |    |             |                           |